# 007/ダイ・アナザー・デイ
『007/ダイ・アナザー・デイ』（原題: Die Another Day）は、リー・タマホリ監督の2002年のスパイアクション映画。映画「ジェームズ・ボンド」シリーズの第20作目。シリーズ40周年通算20作を記念して作られたダブルアニバーサリー作品である。ピアース・ブロスナンがジェームズ・ボンドを演じた最後の作品である。

## ストーリー
ボンド（ピアース・ブロスナン）は北朝鮮に侵入し、ダイヤモンド商人ミスター・ヴァン・ビアーク（マーク・ディモンド）に成りすまして非武装地帯にある基地を訪れる。ボンドはアフリカから不正輸出されたダイヤモンドと引き換えに武器の密輸を行っていたタン・サン・ムーン大佐（ウィル・ユン・リー）を抹殺しようとするが、ムーン大佐の側近のタン・リン・ザオ（リック・ユーン）がボンドの顔情報を某所へ照会したことで、彼の正体が暴かれる。ボンドは銃殺されそうになるが、ダイヤモンドのケースに仕掛けておいた爆薬を炸裂させて反撃。ホバークラフトでの追撃戦の末にムーン大佐は滝へ落ち、ボンドは彼の父であるムーン将軍（ケネス・ツァン）に捕らわれ、長きに渡る監禁・拷問を受ける。
14カ月後、中韓の外交交渉の場にテロ攻撃を仕掛け、結果中華人民共和国の諜報員3人を殺して捕まったザオとの捕虜交換が行われ、ようやくM（ジュデイ・デンチ）のもとに戻れたボンドは思いがけない言葉を耳にする。それは00（ダブルオー）ナンバーの剥奪だった。1週間前に北朝鮮内部に潜り込んでいたアメリカの工作員が処刑され、ボンドがいた収容所から情報が発信されたことから、北朝鮮での拷問でボンドが機密事項を洩らしたのが原因だと疑うアメリカはこれ以上の情報漏れを恐れ、ザオとの交換でボンドを連れ戻したのだという。ボンドを疑うMは、ボンドの00ナンバー剥奪という決断に至ったのだ。
この結果に納得のいかないボンドは、香港に停泊するイギリス工作船に拘束されるが、裏切り者を突き止め、自らのプライドと00ナンバーを取り戻すべく脱出。同地を拠点に活動する中華人民共和国の諜報員ミスター・チャンの協力を取り付け、ザオがキューバに潜伏中との情報をつかみ、現地に飛ぶ。地元の情報屋ラウル（エミリオ・エチェバリア）の情報で、ザオがDNA変換療法を行っているロス・オルガノス島の病院にいると判明。
ボンドは島の対岸にあるビーチでジンクス（ハル・ベリー）と遭遇。島に潜入したボンドは、ドイツ人に化ける人種変換を受けていたザオを発見。実はNSAのエージェントであったジンクスと共にザオを追い詰めるが、彼はダイヤモンドが入ったロケットを残して逃亡を果たす。
ザオの残したダイヤモンドは、ここ一年で勢力を伸ばしてイギリスからナイト位を与えられたが、それ以前の経歴が判然としないダイヤモンド王グスタフ・グレーブス（トビー・スティーブンス）のものだと判明する。グレーブスはアイスランドにダイヤモンド鉱山を持っているのに対し、ザオのダイヤモンドの組成はアフリカ産であることを示していた。グレーブスが黒幕だと感じたボンドは、ロンドンの社交場「ブレーズ・クラブ」でグレーブスに接触。剣術の達人である彼に賭け試合を挑み、真剣まで持ち出す激闘の末に勝利を得る。その後彼に招かれてアイスランドを訪れ、グレーブスの隠された驚くべき正体とその恐るべき征服計画を知ることとなる。

## スタッフ
- 原作 - イアン・フレミング
- 監督 - リー・タマホリ
- 製作総指揮 - アンソニー・ウェイ
- 製作 - マイケル・G・ウィルソン、バーバラ・ブロッコリ
- 音楽 - デヴィッド・アーノルド[3]
- 主題歌『ダイ・アナザー・デイ』 - マドンナ
- 挿入歌 - 『ロンドン・コーリング』
  - 唄 - ザ・クラッシュ
- 撮影 - デヴィッド・タッターサル
- 編集 - クリスチャン・ワグナー、アンドリュー・マクリッチー
- プロダクション・デザイン - ピーター・ラモント
- 美術 - サイモン・ラモント
- 特殊効果 - クリス・コーボルド
- 視覚効果 - マラ・ブライアン
  - フレームストアCFC
- メイン・タイトル・デザイン - ダニエル・クラインマン
- トレーラーのサウンド・プロデュースを、Kim Studioの伊藤圭一が担当。
- 日本語字幕 - 戸田奈津子[4]

## キャスト

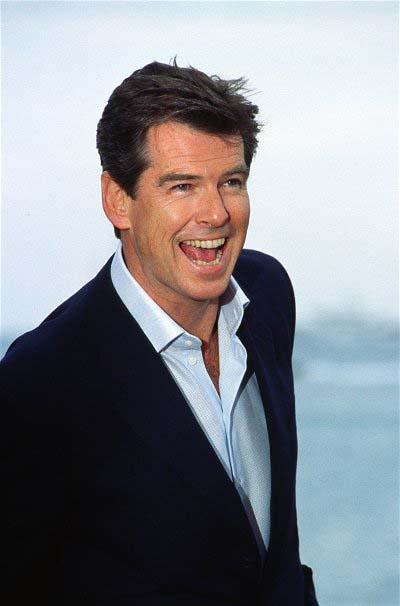
主人公のピアース・ブロスナン
（2002年撮影）

- ジェームズ・ボンド - ピアース・ブロスナン

007。戦闘能力と諜報能力は勿論ずば抜けており、知識に明るい。今作品では敵に捕まり殺しのライセンスを剥奪されてしまうが、殺しのライセンスと自身のプライドを取り戻す為にキューバ、アイスランドなどと世界中を奔走する。禁煙中だが葉巻（キューバ産）を吹かすことがある。
- ジャシンタ・"ジンクス"・ジョンソン（英語版） ハル・ベリー

本作のボンドガールでNSAのエージェント。13日の金曜日が誕生日であるため"ジンクス"と呼ばれている。
- グスタフ・グレーブス - トビー・スティーブンス

イギリスの若きダイヤモンド王。環境保護を唱えているが、裏の顔を持っている。
- ミランダ・フロスト - ロザムンド・パイク[5]

もう1人のボンドガール。表向きはグレーブスの秘書でMI6解析班所属。実はMI6とグレーブスコーポレーションの二重スパイであり、シドニーオリンピックのフェンシングで対戦相手のドーピングが発覚し、優勝したことを機に祖国の裏切り者となった裏の一面を持っている。
- タン・リン・ザオ - リック・ユーン

ムーン大佐の右腕。ボンドが引き起こした爆発に巻き込まれた結果、顔にダイヤが埋まっている。グレーブスと同様に遺伝子変換治療を受けてドイツ人に成り済まそうとしていたが、治療中にボンドによって病院を襲撃されたためにアルビノ化した状態で脱出した。
- M - ジュディ・デンチ

MI6の局長、ボンドに殺しのライセンス剥奪を宣言する。
- Q - ジョン・クリーズ

今作品でMI6のQ課の課長に昇格、前作では車のドアに服を挟んで破いてしまうなど間抜けな一面を見せていた。
- ダミアン・ファルコ - マイケル・マドセン

NSAの職員で、ジンクスの上司。
- ミス・マネーペニー - サマンサ・ボンド

Mの秘書。
- チャールズ・ロビンソン - コリン・サーモン

MI6の副官。
- タン・サン・ムーン大佐 - ウィル・ユン・リー

北朝鮮軍大佐。輸出禁止ダイヤを使って武器を不正密輸し韓国を侵攻しようとしていたが、ボンドとのホバークラフト上での戦いで滝壺に落とされる。
- ムーン将軍 - ケネス・ツァン

ムーン大佐の父親で北朝鮮の指導者。捕まったボンドに拷問と尋問を加えたあとイギリスに送還する。物語の終盤、クーデターを起こした強硬派によって拘束される。
- ラウル - エミリオ・エチェバリア

キューバの情報屋。
- ウラジーミル・ポポフ（ヴラッド） - ミハイル・ゴアヴォイ

グレーブスが雇ったロシア人科学者。
- ミスター・キル - ローレンス・マコール（英語版）

グレーブスの部下のガードマン。夜中にグレーブスの住処に侵入して捕らえられたジンクスを殺害しようとする。
- ベリティ - マドンナ

社交クラブ「ブレーズ・クラブ」のインストラクター。
- ミスター・チャン - ホ・イー（英語版）

ルビオンロイヤルホテルの支配人。実は中国の諜報員。
- ピースフル - レイチェル・グラント（英語版）

ミスター・チャンの部下。ボンドにマッサージを提供しようとするがボンドに銃を隠し持っていることと中国の諜報員だということに気付かれる。
- アルバレス博士 - サイモン・アンドルー

ロス・オルガノス島にあるアルバレスクリニックの医院長。遺伝子治療の先駆者であるがジンクスに殺害される。
- 李将軍 - ヴィンセント・ウォン（英語版）

北朝鮮の高級軍人。グレーブスとつながりがあり、南侵計画に加担する。
- ミスター・ヴァン・ビアーク - マーク・ディモンド（英語版）

北朝鮮を訪れたダイヤモンド商人。ムーン大佐の基地へ向かう途上でボンドに捕まる。

## ボンドガール
ボンドガールには黒人のハル・ベリーが抜擢された。メインのボンドガールに黒人の女性が起用されたのは初めてである。

## 興行成績
2002年の映画の世界興行成績で第5位。インフレ率を考慮しない場合、前作『ワールド・イズ・ノット・イナフ』を超え、シリーズで過去最高の興行成績だった。

## 過去の作品との関連
ダブルアニバーサリー作品らしく、過去の作品をオマージュしたシーンが多々見受けられる。
- 第1作『ドクター・ノオ』 - ジンクスが海から現れる初登場シーン[8]
- 第2作『ロシアより愛をこめて』 - 部屋にある鏡がマジックミラーになっていて様子が撮影されている[8]、葉巻に関する合言葉のやり取りがある（元作品では2回あるが本作品では1回だけ）
- 第3作『ゴールドフィンガー』 - ウェットスーツの下に服を着ている、レーザーによる処刑、イジェクトシートの使用[8]
- 第5作『007は二度死ぬ』 - Mとの地下鉄での再会
- 第7作『ダイヤモンドは永遠に』 - ロンドンへ戻るボンドが、ブリティッシュ・エアウェイズの機内で読む雑誌の記事にも『ダイヤモンドは永遠に』と書かれている、敵の主力兵器がダイヤモンドを用いたレーザー光線砲を搭載した人工衛星である
- 第10作『私を愛したスパイ』 - グスタフ・グレーブスがバッキンガム宮殿に降下するパラシュートに描かれたユニオン・ジャック
- 第11作『007/ムーンレイカー』 - ムーン大佐のホバークラフトが滝壺に落とされる。
- 第18作『トゥモロー・ネバー・ダイ』 - イカロス撃墜のために船からミサイルが発射されるシーン[8]

その他にも過去の秘密兵器がQの研究室に飾られている（例 - 『007/ロシアより愛をこめて』のアタッシュケース、毒が塗られたナイフ付きの靴（これは敵が使ったもの）、『007/サンダーボール作戦 (映画)』のジェットパック、『007/オクトパシー』で使用されたアクロスター、鰐型潜水艇など）、ボンドがキューバに行った際に最初に読んでいた本（ジェームス・ボンドのネタとなった鳥類学者）も登場する。ボンドが旅客機に搭乗するシーンでは3代目ボンドのロジャー・ムーアの実娘のデボラ・ムーアが乗務員として登場している。また脚本の初期案では香港でボンドに協力する中国の諜報員は『トゥモロー・ネバー・ダイ』のボンドガールだったウェイ・リン（ミシェル・ヨー）だったが、最終的にミスター・チャンがボンドを助ける役柄となった。

## 主題歌
マドンナが起用され同タイトル曲を担当し、映画出演も果たした。イギリスの「ミュージック・ウィーク」誌では、最高位3位、アメリカの「ビルボード」誌でも、最高位8位、デュラン・デュランが担当した"A View To A Kill"以来の両国でトップ10ヒットとなった。また、同サウンドトラック・アルバムは、「ビルボード」誌アルバム・チャートでは、最高位156位だった。なお、オープニング曲とエンディング曲が一緒なのは『007 美しき獲物たち』以来である。第60回ゴールデングローブ賞では最優秀主題歌賞にノミネートされる。しかし、第23回ゴールデンラズベリー賞では脇役として出演したマドンナが最低助演女優賞を受賞、主題歌の『Die Another Day』は最低主題歌賞にノミネートされてしまった。

## スタジオ&ロケ
- シリーズ40周年通算20作ということで、オープニングで、ボンドを狙った銃口にボンドの撃った弾丸が入る演出が加えられた。
- 前作で“Q”に紹介された後継者“R”を演じるジョン・クリーズが本作より後任の“Q”として出演することになった。しかし、次回作『007/カジノ・ロワイヤル』からシリーズの一新が図られたため、クリーズが演じる"Q"が登場するのは映像作品では今作が最初で最後となった。なお、今作を最後に『カジノ・ロワイヤル』『慰めの報酬』と"Q"が登場しない作品が続いたが、『007 スカイフォール』でベン・ウィショーが演じる形で復活した。
- 北朝鮮の軍人が悪役で、ボンドを拷問したり韓国を征服しようとする描写があり、また韓国の風景描写などが実際の韓国のものとは大きく異なったものだったことから、朝鮮半島から批判の声が上がった。北朝鮮の祖国平和統一委員会は「わが共和国を『悪の枢軸』として描写し、南北対決を扇動しているだけでなく、わが民族を途方もなく蔑視、侮辱している」とする公式の抗議声明を発表し、アメリカ合衆国を「悪の帝国で、変態と堕落、暴力と色情の末世的な退廃文化を広げる総本山」と口を極めて罵倒した[9]。また韓国では、仏教寺院における「ベッドシーン」が問題視されたことも加わって不観運動が起った[10]。監督のタマホリは、コメンタリーの中で作中の北朝鮮側の最高位であるムーン将軍を常識ある人物として描いたのは、彼らを貶めないために必要だったと述べている。

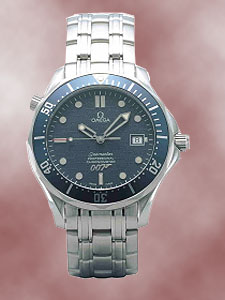
オメガ・シーマスタープロフェッショナル007モデル

- 劇中で使用されたスイスの高級時計メーカーの腕時計は「シーマスター ダイバー 300M」[11]で、前作・前々作と同機種。遠隔起爆装置などの機能は、過去のブロスナンのシリーズでも登場しているが、部品の形状や使用方法などが微妙に異なっている[12]。
- ハル・ベリーは今作撮影中に『チョコレート』の演技によりアカデミー主演女優賞を取り、授賞式の翌日、撮影に戻ってきた。
- 2006年1月15日にテレビ朝日の『日曜洋画劇場』で地上波初放送された際は、セリフ中に"北朝鮮"というセリフは一切出ず、番組終了時に『この作品はフィクションであり、実在のものとは関係ありません』というお馴染みのテロップが流れた。ただし北朝鮮の国旗がワンカットだけ出ている。
- 本作でマドンナは、主題歌を作詞作曲し、オープニングタイトルでこれを歌い、本編にもフェンシングのインストラクター役でカメオ出演という、一人三役をこなしている。しかし、2002年度のゴールデンラズベリー賞（ラジー賞）では、『スウェプト・アウェイ』での最低主演女優賞・最低スクリーンカップル賞に加え、本作の出演で最低助演女優賞に選ばれ、3部門で受賞している[13]。また主題歌は最低主題歌賞にノミネートされた。
- 映画のクライマックスシーンでは、世界最大級の航空貨物機An-124（ウクライナ製）が登場しているが、北朝鮮は一度も運用したことはない。さらにAn-124の内部になぜか「鎧甲や日本刀」が飾られている。また、劇中では機首下面はガラス張りの司令室になっており、CGモデルでも機首下面がIl-76の様にガラス張りとなっているが、実際のAn-124の機首下面はガラス張りではない。撮影に当たってはIl-76が用いられた。更に僅かではあるが金日成と金正日の写真が登場している。
- 本作では『007/消されたライセンス』以来13年ぶりにボンドが喫煙するシーンが登場したが、これに対して喫煙シーンの規制を進めるイギリスでは、試写会の後に抗議が殺到した[14]。
- 本作撮影中にブロスナンは膝に負傷し[15]、靭帯を手術して復帰した[16]。ハル・ベリーも、ヘリを撃ち落すシーンで破片が目に入り、取り除く手術を受けた[17]。その後もベリーがブロスナンとのラブシーンでフルーツを喉に詰まらせ、ブロスナンにハイムリック法で救われる一幕があった[18]。「ハイムリック法はやったことがなかった」とブロスナンは語っているが、『ミセス・ダウト』ではされる側を演じていた。
- 監督は、当初は『ゴールデンアイ』のマーティン・キャンベルが担当する予定だった。マーティンは次作『007/カジノ・ロワイヤル』（2006年）で11年ぶりに007シリーズの監督を務めている。
- 冒頭のホバークラフトは、操縦が大変難しくコントロールが効かなかったという。またムーン大佐がホバークラフトごと突き破り落下する寺院と滝はミニチュアである。
- 冒頭でムーン大佐が携帯対戦車兵器で破壊するMi-8ヘリは実物が使用されている。
- タイトルの直前、ホバークラフト上でムーンと死闘の挙句梵鐘の撞木に掴まり転落を免れたボンドは"Saved by the Bell"と捨て台詞を吐く。日本語版では「ツイてた（徐賀世子）」と「鐘をつく」と「幸運」を掛け、さらに「ムーン（moon）=月」まで連想させる「ツキって大切だ（平田勝茂）」という巧妙な訳も行われたが、元々はボクシングでラウンド終了のゴングによりKO負けから逃れた状況を指す。
- ソフト版の日本語吹き替えでは声優が朝鮮語や広東語を話している（ただし、テレビ朝日版の日本語吹き替えでは声優が日本語を話している）。

## 日本語吹替
| 役名                       | 俳優                       | 日本語吹替 | 日本語吹替                          |
| 役名                       | 俳優                       | ソフト版   | テレビ朝日版                        |
| -------------------------- | -------------------------- | ---------- | ----------------------------------- |
| ボンド                     | ピアース・ブロスナン       | 横島亘     | 田中秀幸                            |
| ジンクス                   | ハル・ベリー               | 本田貴子   | 安藤麻吹                            |
| グレーブス                 | トビー・スティーブンス     | 今井朋彦   | 木下浩之                            |
| ミランダ                   | ロザムンド・パイク         | 野々村のん | 石塚理恵                            |
| ザオ                       | リック・ユーン             | 楠大典     | 池田秀一                            |
| M                          | ジュディ・デンチ           | 此島愛子   | 沢田敏子                            |
| Q                          | ジョン・クリーズ           | 島香裕     | 塚田正昭                            |
| マネーペニー               | サマンサ・ボンド           | 加藤ゆう子 | 佐藤しのぶ                          |
| ロビンソン                 | コリン・サーモン           | 水野龍司   | 楠大典                              |
| ファルコ                   | マイケル・マドセン         | 立木文彦   | 諸角憲一                            |
| ムーン大佐                 | ウィル・ユン・リー         | 佐藤晴男   | 平田広明                            |
| ムーン将軍                 | ケネス・ツァン             | 小山武宏   | 松井範雄                            |
| ヴラッド                   | ミハイル・ゴアヴォイ       | 茶風林     | 谷昌樹                              |
| キル                       | ローレンス・マコール       | 水野龍司   | 西凛太朗                            |
| ベリティ                   | マドンナ                   | 津田匠子   | 松熊つる松                          |
| ミスター・チャン           | ホ・イー                   | 茶風林     | 坂東尚樹                            |
| ピースフル                 | レイチェル・グラント       | 林智恵     | 木下菜穂子                          |
| ラウル                     | エミリオ・エチェバリア     | 佐々木敏   | 小島敏彦                            |
| アルバレス博士             | シモン・アンドルー         | 永田博丈   | 辻親八                              |
| 降下長                     | トレバー・ホワイト         | 蓮池龍三   | 杉野博臣                            |
| 兵士                       | クリストファー・ショニング | 奥田啓人   |                                     |
| ミスター・ヴァン・ビアーク | マーク・ディモンド         | 茶風林     |                                     |
| ミスター・クレッグ         | イアン・ピリー             | 茶風林     |                                     |
| その他                     | N/A                        | ―          | 江間直子 風間秀郎 天神総介 山口貴樹 |

- ソフト版

演出 - 岩見純一、翻訳 - 徐賀世子、調整 - 浅倉務、製作 - ACクリエイト
- テレビ朝日版：初回放送2006年1月15日 『日曜洋画劇場』21:00-23:24（正味約120分）※キングレコードから発売の特別版DVDに収録

演出：佐藤敏夫、翻訳：平田勝茂、効果：リレーション、調整：長井利親、制作：ブロードメディア・スタジオ

## ノベライズ
- レイモンド・ベンソン 著、富永和子 訳『ダイ・アナザー・デイ』竹書房、2003年2月。ISBN 9784812411339。
- Benson, Raymond (2002-11-7). Die Another Day. Coronet Books. ISBN 9780340826027

## その他

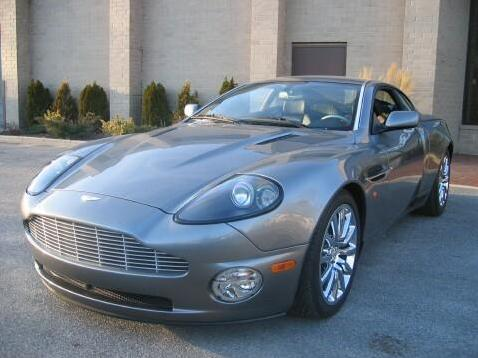
ボンドカーと同型のV12ヴァンキッシュ

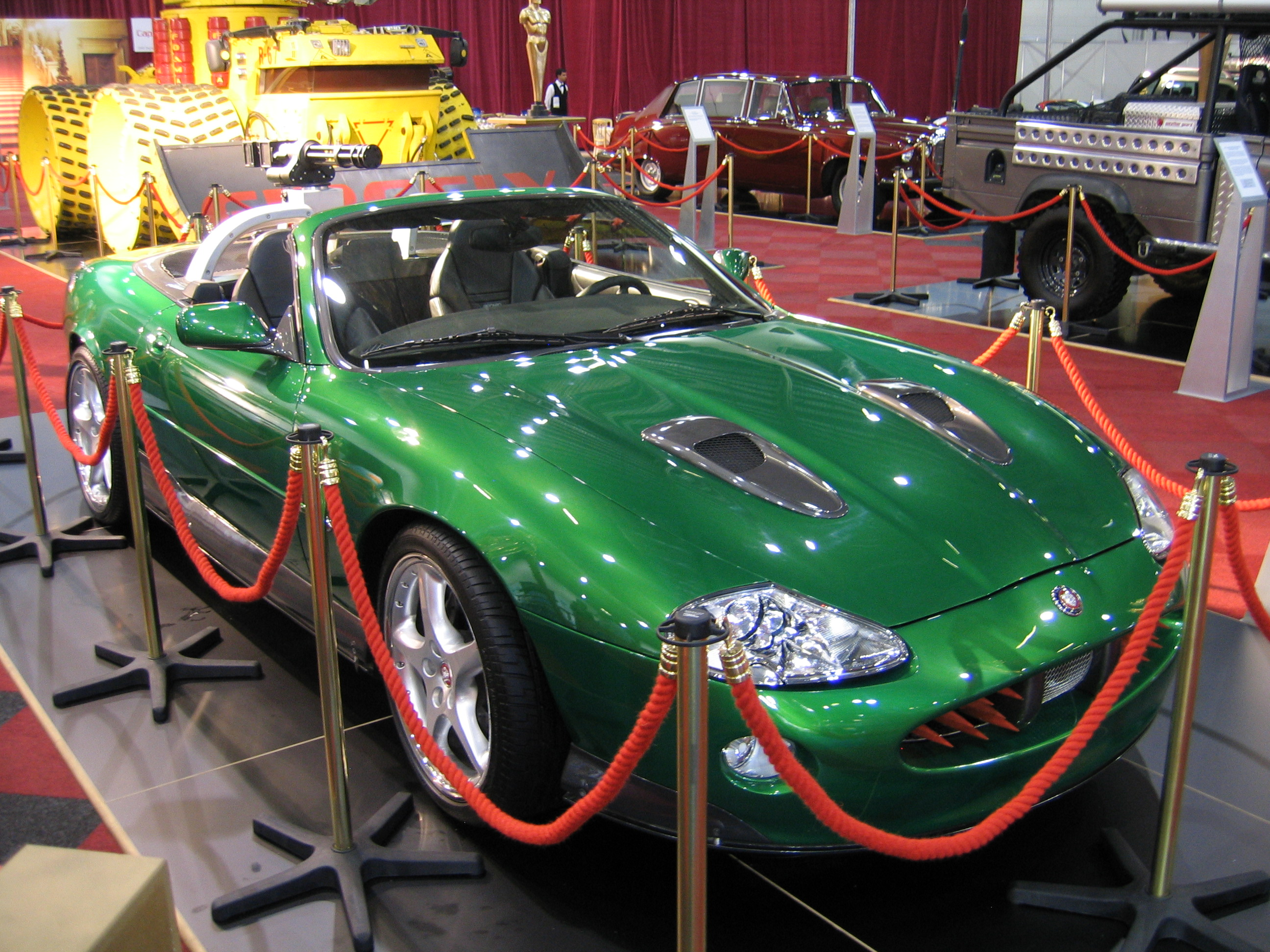
ボンドの敵となるジャガーXKR
ジャガー・レーシングのF1参戦マシンと同じ緑色を身に纏う。

この映画はフォード・モーターが協賛しており、傘下の「アストンマーティン」が15年ぶりに本格的な装備をもったボンドカーとして復活。同等の装備を有するザオのジャガーXKRと、真冬の氷上で激しいカーチェイスを繰り広げた。
アストンマーティン・V12ヴァンキッシュ（ヴァニッシュ）
- 光学迷彩
- 自動追尾散弾砲
- マシンガン
- ミサイルほか

ジャガーXKR（ザオ搭乗車）
- 熱感知機能
- ガトリング・ガン
- ミサイル（フロントグリル）
- ロケットランチャー（左右ドア）ほか

## 参照
1. 1 2  “Die Another Day (2002)”.  Box Office Mojo. 2010年8月30日閲覧。
2. ↑  2003年興行収入10億円以上番組 (PDF)  - 日本映画製作者連盟
3. ↑  アーノルドはこの映画でBMIが選出するBMIフィルム&テレビ賞の音楽賞を受賞している。
4. ↑  ００７／ダイ・アナザー・デイ - 作品情報・映画レビュー -
5. ↑  パイクはこの映画で英国『エンパイア』紙の選出するエンパイア賞の最優秀新人賞を受賞している。
6. ↑  “List movies by worldwide gross” (英語).   WorldwideBoxoffice.com. 2009年8月24日閲覧。
7. ↑  “Box Office History for James Bond Movies” (英語). 2009年8月24日閲覧。
8. 1 2 3 4  ダイ・アナザー・デイ、オーディオコメンタリーより
9. ↑  北朝鮮が「００７」に激怒最新作「ダイ・アナザー・デイ」スポーツ報知2002年12月16日
10. ↑  “North Korea takes aim at Bond” (英語).  BBC NEWS (2002年12月14日). 2009年6月26日閲覧。
11. ↑  “ジェームズ・ボンド・ウォッチとはどのシーマスター・ウォッチなのでしょうか?”.  オメガ. 2009年8月16日閲覧。
12. ↑  杉崎順一. “ボンドウォッチプロジェクト”. 2009年6月26日閲覧。
13. ↑  “マドンナ、『スウェプト・アウェイ』がラズベリー賞を総ナメ”. シネマトゥデイ. (2003年3月24日) 2009年8月17日閲覧。
14. ↑  “『007』の喫煙シーンに抗議殺到”. シネマトゥデイ. (2002年11月21日) 2009年8月17日閲覧。
15. ↑  “P・ブロスナン、007最新作撮影で膝にケガ”. シネマトゥデイ. (2002年2月2日)
16. ↑  “P・ブロスナン、2週間ぶりに撮影に復帰”. シネマトゥデイ. (2002年3月7日)
17. ↑  “H・ベリー、『007』撮影中に目を負傷”. シネマトゥデイ. (2002年4月16日) 2009年8月17日閲覧。
18. ↑  “P・ブロスナン、ラブシーンでH・ベリーの命を救う”. 2002-10-9 2009年8月17日閲覧。
19. ↑  “007 ダイ・アナザー・デイ”.   吹替キングダム. 2024年9月24日閲覧。
20. ↑  【ボンドカー2002】ジャガー『XKR』---四輪駆動でF1カラー - response 2002年7月25日